# Усіку
35°58′45.82″ пн. ш. 140°8′58.31″ сх. д. / 35.9793944° пн. ш. 140.1495306° сх. д.
У́сіку (яп. 牛久市, うしくし, МФА: [uɕi̥ku ɕi̥]) — місто в Японії, в префектурі Ібаракі.

## Короткі відомості

Розташоване в південній частині префектури, на північ від болота Усіку. Виникло на основі постоялого містечка раннього нового часу на шляху Рікудзен-Хама. Отримало статус міста 1 червня 1986 року. Основою економіки є рисівництво, садівництво, харчова і фармацевтична промисловість. Місто вважається батьківщиною японського вина. Станом на 1 жовтня 2007 площа міста становила 58,88 км². Станом на 1 серпня 2008 населення міста становило 79 894 осіб.

## Відомі уродженці
Кобаясі Такасі — японський борець вільного стилю, бронзовий призер чемпіонату світу, срібний призер чемпіонату Азії, чемпіон Азійських ігор, чемпіон Олімпійських ігор.